# 習志野市立大久保東小学校
習志野市立大久保東小学校（ならしのしりつ おおくぼひがししょうがっこう）は、千葉県習志野市大久保二丁目にある公立小学校。

## 沿革
- 1963年4月 - 習志野市立大久保東小学校として新設独立

## 交通
- 京成本線京成大久保駅下車

## 出身者
- 福浦和也（プロ野球選手）[1]